# Жевлюков, Павел Исидорович
Павел Исидорович Жевлюк (Жевлюков, Живлюк; 1898—1921) — русский рабочий, большевик, участник Октябрьского вооружённого восстания 1917 года в Москве и Гражданской войны в России.

## Биография
Происходил из православных поляков Холмщины. Павел Жевлюков был рабочим на московском заводе «Рускабель» (ныне «Москабель»). В 1917 году стал членом Коммунистической партии. Занимался организацией отрядов Красной гвардии на предприятиях Рогожского района. Во время Октябрьского вооружённого восстания участвовал в боях за Кремль в составе отряда Красной гвардии завода «Рускабель». В 1918—1919 годах работал помощником военкома 1-го Рогожского райвоенкомата, занимался организацией советской милиции. С 1920 года работал в Рогожско-Симоновском райкоме партии. С начала 1921 года работал в райсовете на должности секретаря управления. После начала Кронштадтского восстания добровольно отправился туда для его подавления. Во время подавления восстания стоял за пулемётом и был застрелен.

## Память
В 1922 году в его честь был переименован Жевлюков переулок (бывший Большой Покровский переулок; до нашего времени не сохранился). Имя Жевлюка было также присвоено поликлинике № 37 (Иерусалимская улица, дом 4).

## Семья
У Павла Жевлюка было  шесть братьев. Один из них, Владимир Исидорович Живлюк, позднее стал генерал-майором и начальником Казанского высшего танкового краснознамённого командного училища.